# Belén (Sucre)
Belén es una comunidad, capital del Distrito de Belén, de la Provincia de Sucre, en el departamento de Ayacucho, Perú. 
Se encuentra a 3 195 m s. n. m., con una superficie de 41,46 km² tiene una población censada en el 2007 de 611 habitantes según el INEI.